# FF Quadraat

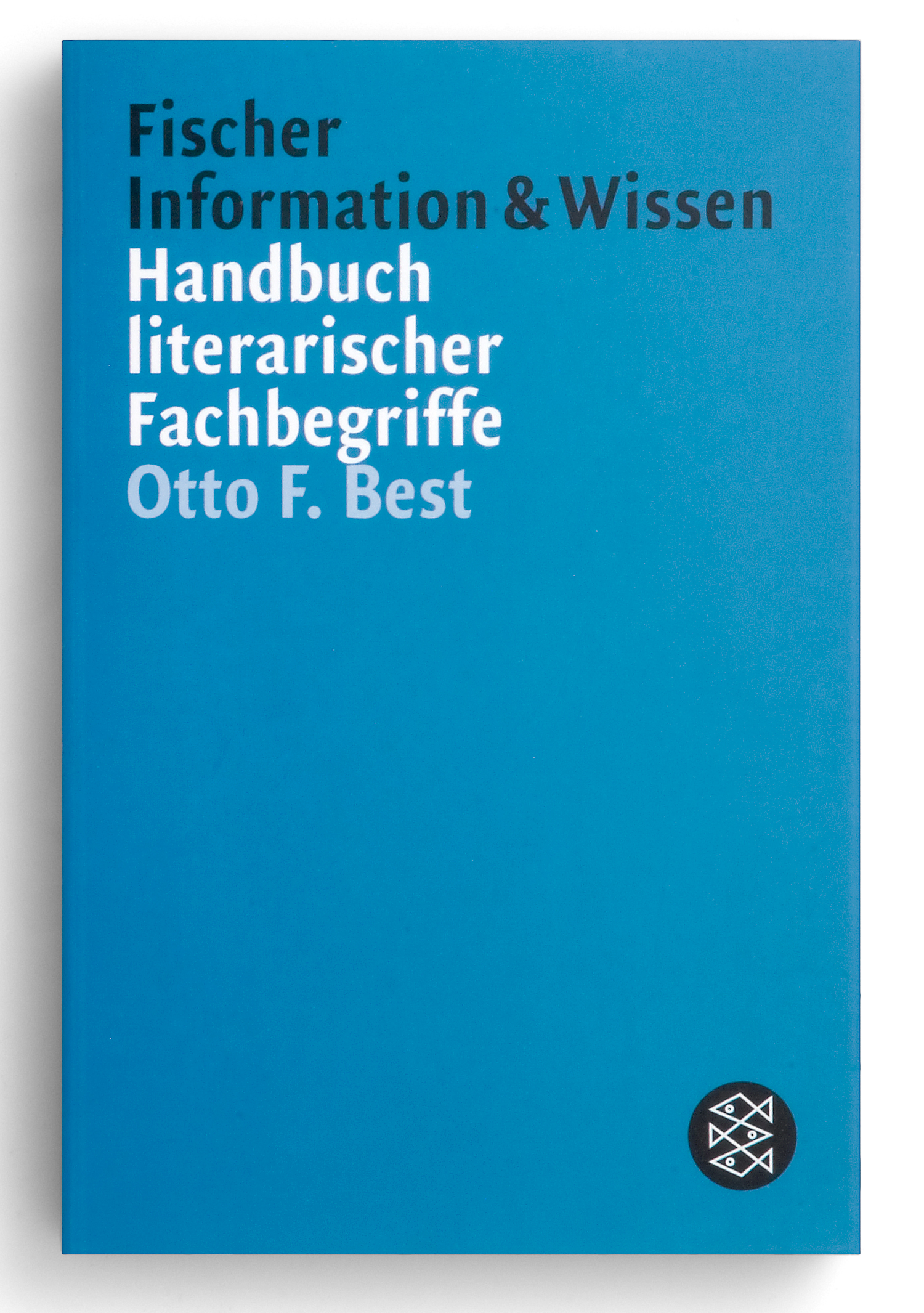
FF Quadraat Sans Condensed auf einem Buchumschlag, Fischer Taschenbuch Verlag, 2001

FF Quadraat ist eine vom niederländischen Schriftgestalter Fred Smeijers entworfene Schriftsippe. Benannt wurde sie nach der Arnheimer Designgruppe Quadraat, deren Gründungsmitglied Smeijers 1991 war. Ihr ästhetisches Formprinzip wurzelt in den Schriften des 16. Jahrhunderts (Garamond).

## Entstehung und Anforderungen
Die FF Quadraat wurde 1992 veröffentlicht und bestand zunächst aus den Schriftschnitten Regular, Bold, Italic und Small Caps. Smeijers entwarf seine Schrift als Platz sparende Textschrift mit geringem Kontrast in den Strichstärken. Der Italic-Schnitt basiert auf in Holz geschnittenen Vorbildern aus der Renaissance mit einfachen Ausschneideformen. Die Neigung der Italic beträgt nur 7 Grad (zum Vergleich: Die Garamond Italic hat eine Neigung von etwa 12 Grad). Gleichzeitig ist die FF Quadraat Italic eher schmal und hat damit einen ganz anderen Rhythmus als die FF Quadraat Regular.
1997 erweiterte Smeijers die FF Quadraat Familie um eine serifenlose Version, die FF Quadraat Sans. Später folgten vier Condensed-Schnitte, zwei Display-Schnitte und vier Headline-Schnitte.
Mit der FF Quadraat Monospaced schuf Smeijers zusätzlich eine Schrift für die Korrespondenz. Eine Monospaced ist eine Schrift, deren Zeichen eine einheitliche Breite haben. Die Monospaced-Optik wird mit der Welt der Schreibmaschine und damit mit der geschäftlichen Korrespondenz assoziiert.

## Anwendung
Der Fischer Taschenbuch Verlag setzte 2001 die Schriftfamilien FF Quadraat, FF Quadraat Sans und FF Quadraat Sans Condensed beim Redesign seiner Buchumschläge ein. 

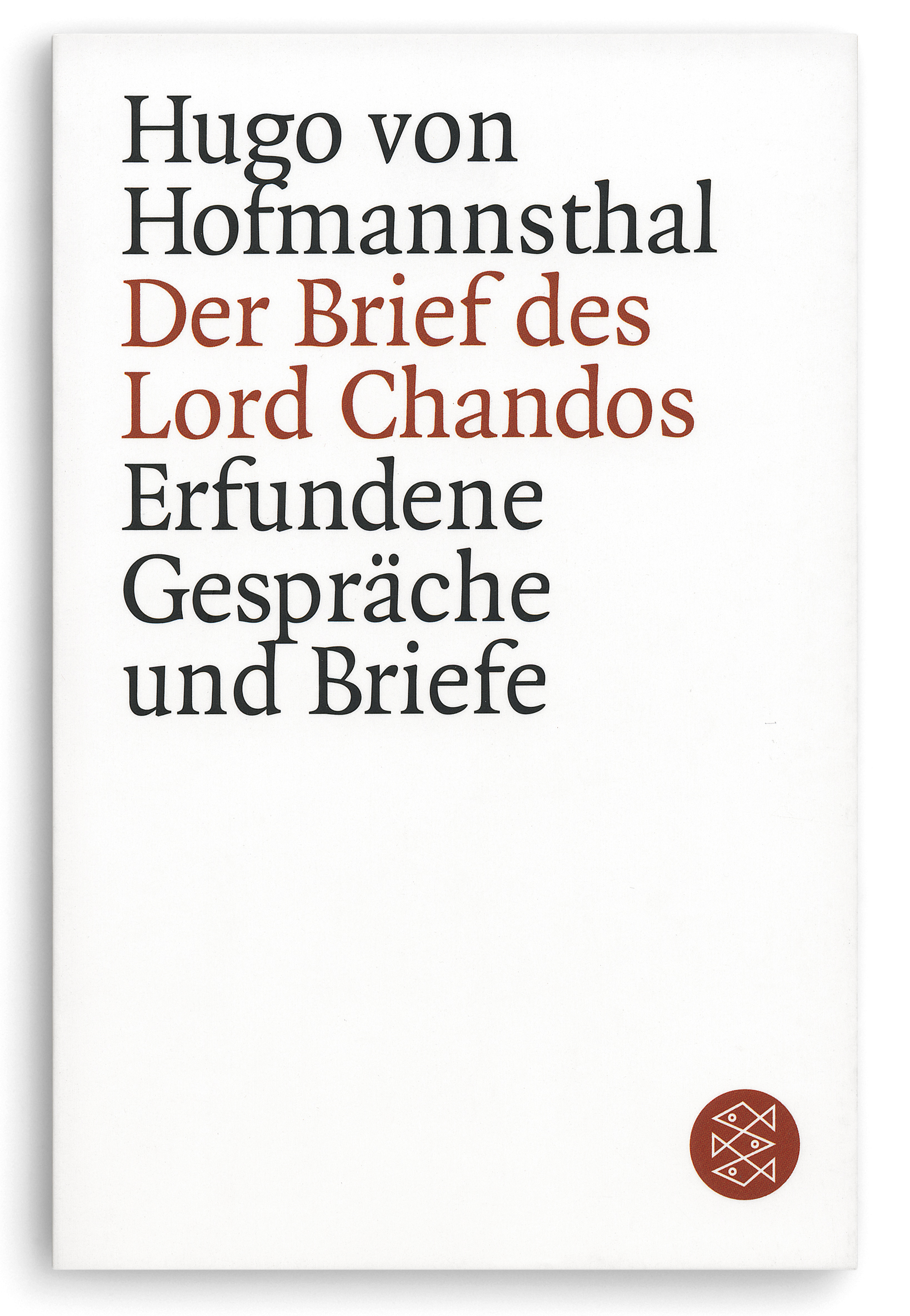
FF Quadraat auf einem Buchumschlag, Fischer Taschenbuch Verlag, 2001